# Arcidiocesi di Vienna

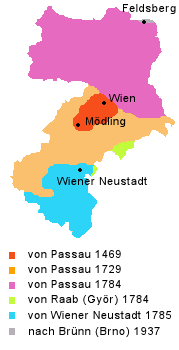
Origine del territorio dell'arcidiocesi di Vienna.

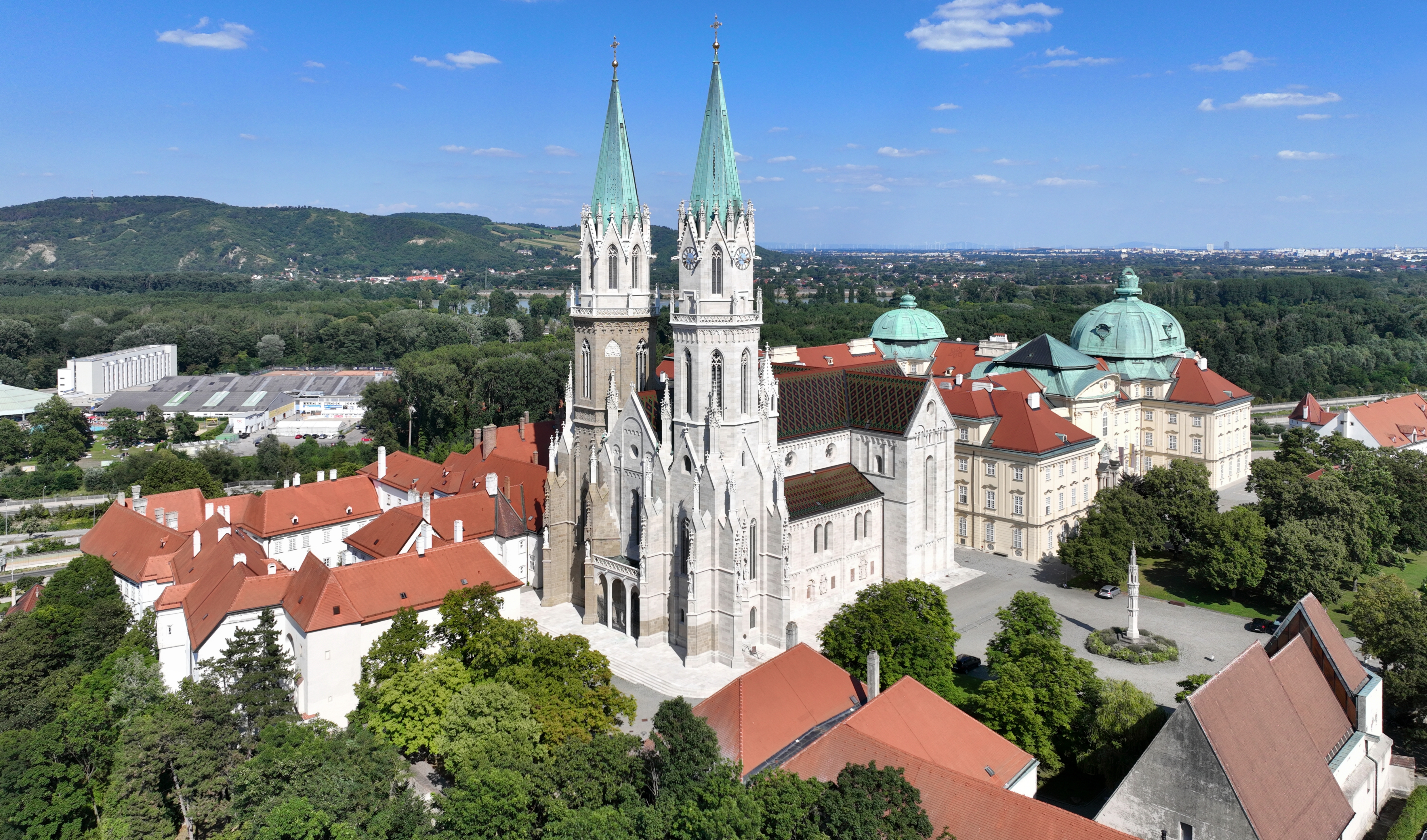
L'abbazia di Klosterneuburg.

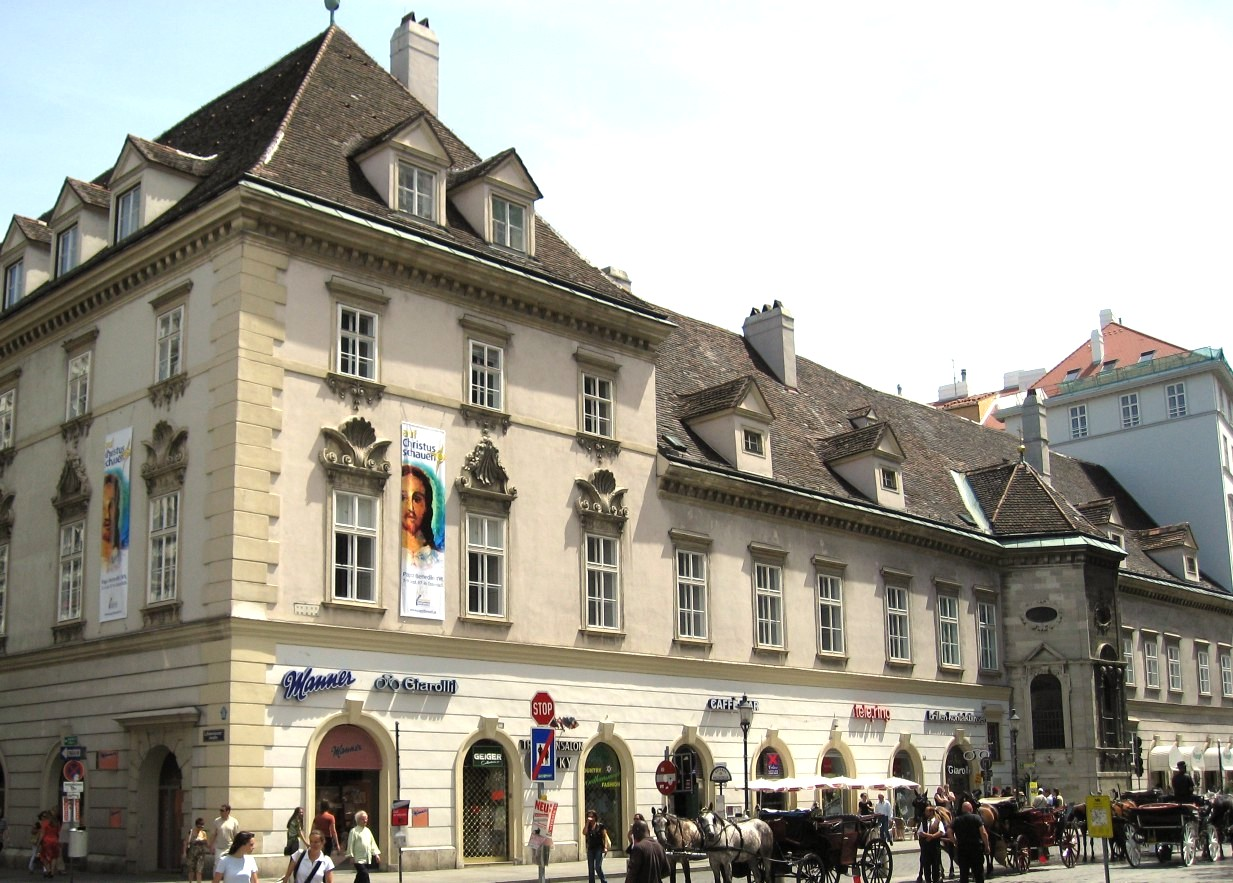
Il palazzo arcivescovile di Vienna.

L'arcidiocesi di Vienna (in latino Archidioecesis Viennensis o Vindobonensis) è una sede metropolitana della Chiesa cattolica in Austria. Nel 2023 contava 1.131.960 battezzati su 2.979.112 abitanti. La sede è vacante.

## Territorio
L'arcidiocesi comprende la città di Vienna e le regioni di Weinviertel e di Industrieviertel nella parte orientale dello stato federale austriaco della Bassa Austria.
Sede arcivescovile è la città di Vienna, dove si trova la cattedrale di Santo Stefano (Stephansdom). Oltre alla cattedrale, nell'arcidiocesi sorgono altre 6 basiliche minori:
- la basilica Maria Treu, la Schottenkirche e la chiesa del convento dei Domenicani (Dominikanerkloster) a Vienna;
- la basilica dell'Assunzione della Vergine Maria a Klein-Mariazell (Altenmarkt an der Triesting);
- la basilica di Nostra Signora dell'abbazia di Klosterneuburg;
- la basilica della Natività di Maria a Maria Roggendorf.

Il territorio è suddiviso in 618 parrocchie, raggruppate in 50 decanati a loro volta raccolti in tre vicariati.

### Provincia ecclesiastica
La provincia ecclesiastica di Vienna, istituita nel 1722, comprende tre suffraganee:
- la diocesi di Eisenstadt,
- la diocesi di Linz,
- la diocesi di Sankt Pölten.

## Storia
La diocesi di Vienna fu eretta da papa Paolo II il 18 gennaio 1469 con la bolla In supremae dignitatis specula, ricavandone il territorio dalla diocesi di Passavia. Inizialmente la diocesi era molto piccola e comprendeva solo 3 parrocchie urbane e 17 parrocchie rurali.
Dal 1469 al 1513, furono nominati per la diocesi amministratori apostolici senza obbligo di residenza. Il primo vescovo residente a Vienna fu Georg von Slatkonia.
Il 1º giugno 1722 papa Innocenzo XIII con la bolla Suprema dispositione la elevò al rango di arcidiocesi metropolitana. All'inizio la provincia ecclesiastica viennese comprendeva solo la diocesi di Wiener Neustadt.
Nel 1729 il territorio fu ampliato con la cessione di territori ancora da parte della diocesi di Passavia. Nel 1784 fu ancora ingrandito, incorporando territori sempre dalla diocesi di Passavia e dalla diocesi di Győr. L'anno successivo, in seguito alla soppressione della diocesi di Wiener Neustadt, acquisì anche quel territorio.
Dal 1861 al 1918 i vescovi godettero del titolo di principe-vescovo.
Nel 1937 cedette la parrocchia di Feldsberg (in ceco Valtice) alla diocesi di Brno.
Il 14 novembre 2014 ha acquisito i territori di Hochstraß e Schwabendörfl nel comune di Altlengbach dalla diocesi di Sankt Pölten.

## Cronotassi dei vescovi
Si omettono i periodi di sede vacante non superiori ai 2 anni o non storicamente accertati.
- Leo von Spaur † (16 dicembre 1471 - 1479 deceduto) (amministratore apostolico)
- Johann Beckensloer (Beckenschlager) † (1480 - 20 dicembre 1484 nominato arcivescovo di Salisburgo) (amministratore apostolico)
- Bernhard von Rohr † (20 dicembre 1484 - 21 marzo 1487 deceduto) (amministratore apostolico)
- Orbán von Nagylúcse † (1488 - 1490 deposto) (amministratore apostolico)
- Matthias Scheidt † (1490 - 1493) (amministratore apostolico)
- Johann Vitéz † (8 febbraio 1493 - 1499 deceduto) (amministratore apostolico)
- Bernhard von Pollheim † (18 marzo 1500 - 13 gennaio 1504 deceduto) (amministratore apostolico)
- Franz Bakocz † (1504 - 1509) (amministratore apostolico)
- Sede vacante (1509-1513)

- Georg von Slatkonia † (12 agosto 1513 - 26 aprile 1522 deceduto)
  - Pietro Bonomo † (7 febbraio 1523 - 1523 dimesso) (amministratore apostolico)
- Johann von Revellis † (6 aprile 1524 - 1530 deceduto)
- Johann Fabri † (5 dicembre 1530 - 21 maggio 1541 deceduto)
- Friedrich Nausea † (21 maggio 1541 succeduto - 6 febbraio 1552 deceduto)
  - Christoph Wertwein † (13 febbraio 1552 - 20 maggio 1553 deceduto) (amministratore apostolico)
  - Pietro Canisio, S.I. † (3 novembre 1554 - 1555 dimesso) (amministratore apostolico)
  - Sede vacante (1555-1560)
- Antonín Brus z Mohelnice † (17 luglio 1560 - 5 settembre 1561 nominato arcivescovo di Praga)
  - Urban Sagstetter von Gurk † (1563 - 1568 dimesso) (amministratore apostolico)
  - Sede vacante (1568-1575)
- Johann Caspar Neubeck † (4 febbraio 1575 - 28 agosto 1594 deceduto)
  - Melchior Klesl † (5 febbraio 1595 - 15 luglio 1613 nominato vescovo) (amministratore apostolico)
- Melchior Klesl † (15 luglio 1613 - 18 settembre 1630 deceduto)
- Anton Wolfradt, O.S.B. † (26 maggio 1631 - 1º aprile 1639 deceduto)
- Philipp Friedrich von Breuner † (5 settembre 1639 - 22 maggio 1669 deceduto)
- Wilderich von Walderdorff † (19 agosto 1669 - 4 settembre 1680 deceduto)
- Emerich Sinelli, O.F.M.Cap. † (3 marzo 1681 - 25 o 28 febbraio 1685 deceduto)
- Ernest von Trautson † (10 settembre 1685 - 7 gennaio 1702 deceduto)
- Franz Anton von Harrach † (7 gennaio 1702 succeduto - 31 luglio 1706 dimesso)
- Franz Ferdinand von Rummel † (4 ottobre 1706 - 15 marzo 1716 deceduto)
- Sigismund von Kollonitz (1º luglio 1716 - 12 aprile 1751 deceduto)
- Johann Joseph von Trautson † (12 aprile 1751 succeduto - 10 marzo 1757 deceduto)
- Cristoforo Antonio Migazzi † (23 maggio 1757 - 14 aprile 1803 deceduto)
- Sigismund Anton von Hohenwart, S.I. † (20 giugno 1803 - 30 giugno 1820 deceduto)
- Leopold Maximilian von Firmian † (19 aprile 1822 - 29 novembre 1831 deceduto)
- Vinzenz Eduard Milde † (24 febbraio 1832 - 14 marzo 1853 deceduto)
- Joseph Othmar Ritter von Rauscher † (27 giugno 1853 - 24 novembre 1875 deceduto)
- Johann Baptist Rudolf Kutschker † (3 aprile 1876 - 27 gennaio 1881 deceduto)
- Cölestin Joseph Ganglbauer, O.S.B. † (4 agosto 1881 - 14 dicembre 1889 deceduto)
- Anton Josef Gruscha † (23 giugno 1890 - 5 agosto 1911 deceduto)
- Franz Xaver Nagl † (5 agosto 1911 succeduto - 4 febbraio 1913 deceduto)
- Friedrich Gustav Piffl † (2 maggio 1913 - 21 aprile 1932 deceduto)
- Theodor Innitzer † (19 settembre 1932 - 9 ottobre 1955 deceduto)
- Franz König † (10 maggio 1956 - 16 settembre 1985 ritirato)
- Hans Hermann Groër, O.S.B. † (15 luglio 1986 - 14 settembre 1995 ritirato)
- Christoph Schönborn, O.P. (14 settembre 1995 succeduto - 22 gennaio 2025 ritirato)
  - Josef Grünwidl, dal 22 gennaio 2025 (amministratore apostolico)

## Statistiche
L'arcidiocesi nel 2023 su una popolazione di 2.979.112 persone contava 1.131.960 battezzati, corrispondenti al 38,0% del totale.
| anno | popolazione | popolazione | popolazione | presbiteri | presbiteri | presbiteri | presbiteri                | diaconi | religiosi | religiosi | parrocchie |
| anno | battezzati  | totale      | %           | numero     | secolari   | regolari   | battezzati per presbitero | diaconi | uomini    | donne     | parrocchie |
| ---- | ----------- | ----------- | ----------- | ---------- | ---------- | ---------- | ------------------------- | ------- | --------- | --------- | ---------- |
| 1950 | 2.056.142   | 2.336.214   | 88,0        | 1.611      | 918        | 693        | 1.276                     |         | 1.233     | 5.905     | 621        |
| 1969 | 2.060.150   | 2.373.150   | 86,8        | 1.802      | 996        | 806        | 1.143                     |         | 1.300     | 5.147     | 588        |
| 1980 | 1.736.613   | 2.378.292   | 73,0        | 1.481      | 771        | 710        | 1.172                     | 49      | 1.052     | 3.629     | 645        |
| 1990 | 1.532.287   | 2.339.918   | 65,5        | 1.229      | 652        | 577        | 1.246                     | 105     | 923       | 2.497     | 655        |
| 1999 | 1.422.394   | 2.320.000   | 61,3        | 1.554      | 613        | 941        | 915                       | 123     | 1.154     | 1.878     | 654        |
| 2000 | 1.404.720   | 2.320.000   | 60,5        | 1.170      | 603        | 567        | 1.200                     | 133     | 684       | 1.862     | 661        |
| 2001 | 1.390.747   | 2.464.315   | 56,4        | 1.167      | 596        | 571        | 1.191                     | 126     | 676       | 1.862     | 662        |
| 2002 | 1.380.380   | 2.487.589   | 55,5        | 1.173      | 595        | 578        | 1.176                     | 189     | 826       | 1.706     | 660        |
| 2003 | 1.368.962   | 2.437.986   | 56,2        | 1.157      | 591        | 566        | 1.183                     | 133     | 797       | 1.690     | 660        |
| 2004 | 1.360.433   | 2.423.466   | 56,1        | 1.172      | 608        | 564        | 1.160                     | 145     | 757       | 1.783     | 660        |
| 2010 | 1.301.570   | 2.601.000   | 50,0        | 1.146      | 616        | 530        | 1.135                     | 176     | 819       | 1.453     | 660        |
| 2014 | 1.246.608   | 2.713.222   | 45,9        | 1.100      | 616        | 484        | 1.133                     | 177     | 756       | 1.331     | 659        |
| 2017 | 1.210.828   | 2.803.652   | 43,2        | 1.126      | 624        | 502        | 1.075                     | 202     | 752       | 1.144     | 647        |
| 2020 | 1.156.923   | 2.892.484   | 40,0        | 1.108      | 616        | 492        | 1.044                     | 206     | 720       | 1.078     | 626        |
| 2022 | 1.113.043   | 2.928.330   | 38,0        | 1.057      | 601        | 456        | 1.053                     | 213     | 650       | 964       | 619        |
| 2023 | 1.131.960   | 2.979.112   | 38,0        | 1.047      | 599        | 448        | 1.081                     | 219     | 632       | 911       | 618        |